# エイノ・ペンティラ
エイノ・ペンティラ（Eino Penttilä、1906年8月27日 - 1982年11月24日）は、フィンランドの陸上競技選手である。彼は、1932年に開催されたロサンゼルスオリンピックの男子やり投で銅メダルを獲得した。

## 経歴
1906年に、サイマー湖南岸の小さな町・ヨウツセノで生まれた。少年時代、石投げの大会で優勝した彼はやり投に転向するように勧められた。やり投で頭角を現し、1927年10月8日にヴィープリ（現在のヴィボルグ）で開催された大会では、当日寝過ごしてしまって競技場へ駆け込んでくる羽目に陥ったにもかかわらず、第1投で当時の世界新記録69メートル88センチを記録した実績を持っていた。 
このような実績から、翌年に開催された1928年アムステルダムオリンピックでは、金メダル獲得の期待がかけられていた。アムステルダムオリンピックでのやり投種目は8月2日に実施され、18の国から28人の選手が出場した。選手たちは4つの組に7人ずつ分けられて予選を戦い、上位6選手のみが同日の決勝に進んだ。ペンティラは自分の世界記録には遠く及ばないながらも、予選D組で2位となる63メートル20センチの投てきに成功して予選全体でも6番目の成績となり、決勝に進出した。しかし、決勝では記録を伸ばせず6位にとどまった。
1930年代に入ると、同じフィンランドのやり投選手マッティ・ヤルヴィネンが力をつけてきて、ついにはペンティラを凌駕するに至った。それでもペンティラは、ロサンゼルスオリンピックのやり投種目フィンランド代表3名の中に選ばれた。ロサンゼルスオリンピックでのやり投種目は8月4日に実施され、7つの国から13人の選手が出場した。予選なしの決勝のみで実施されたこの種目で、ペンティラは同じくフィンランド代表の2選手、マッティ・ヤルヴィネン、マッティ・シッパラに続いて68メートル70センチの記録で3位に入り、フィンランド勢がメダルを独占することになった。
ペンティラは肘を負傷したことによって、1936年に現役を退いた。その後フィンランド陸軍で少佐として働き、後にはスポーツクラブの経営者となった。